# Baxter (robot)

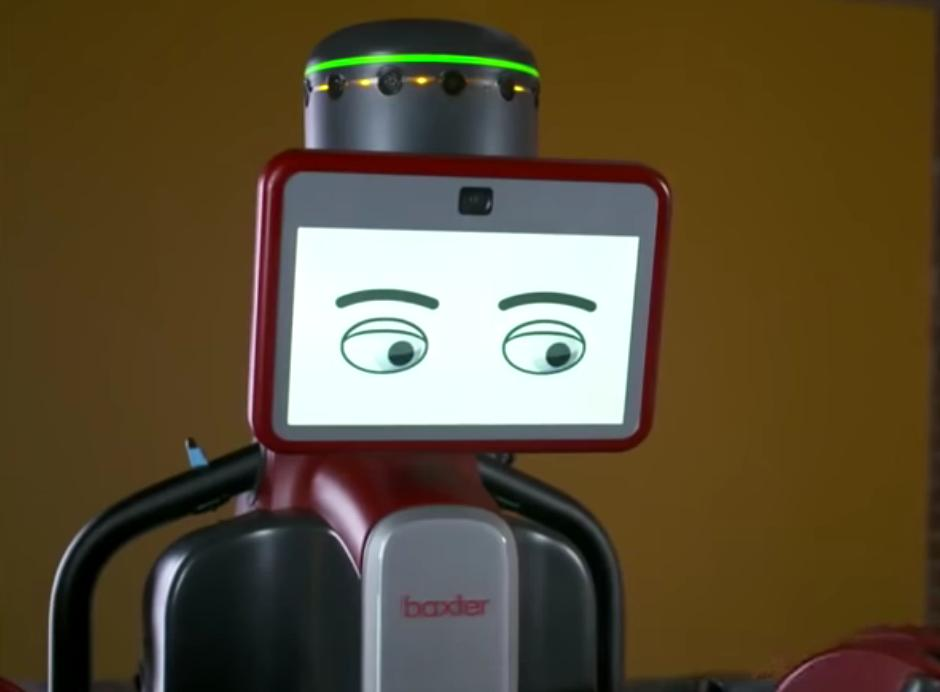
Bust de Baxter

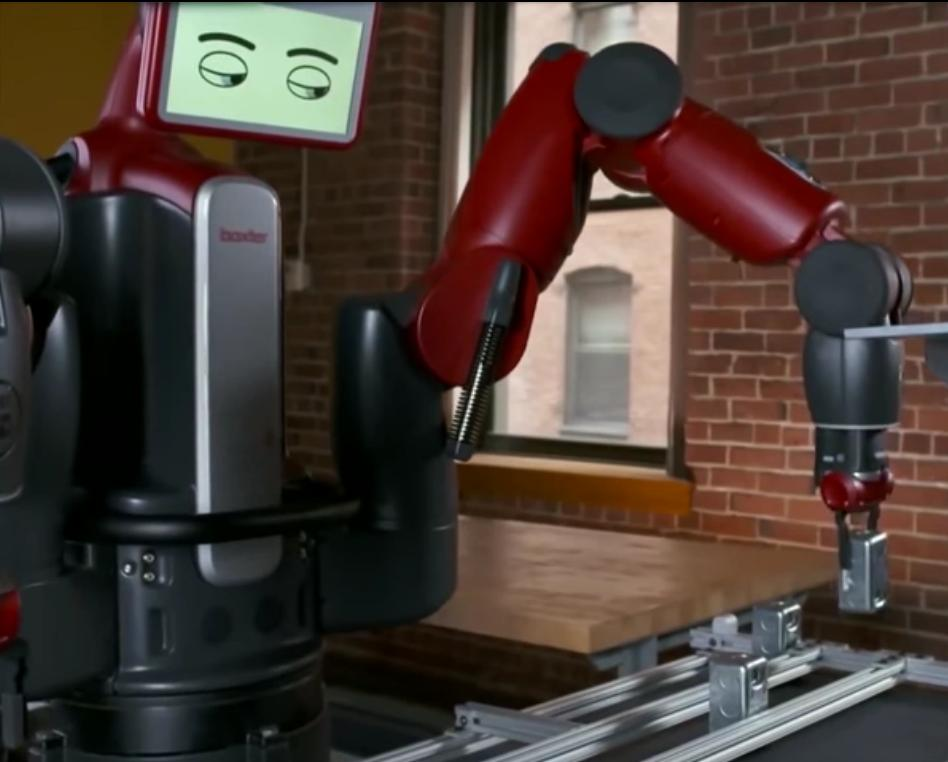
Baxter treballant

Baxter és un robot col·laboratiu construït per Rethink Robotics, una companyia fundada per Rodney Brooks. Baxter es va anunciar al setembre de 2011, i va ser succeït pel robot Sawyer. Baxter és un robot de dos braços amb una cara animada que fa 3 peus (91 cm) d'alçada i pesa 165 lliures (75 kg) sense el pedestal; amb pedestal fa entre 5 peus 10 polzades (178 cm) i 6 peus 3 polzades (191 cm) d'alt i pesa 306 lliures (139 kg). S'utilitza per a treballs industrials senzills com carregar i descarregar, ordenar, i tractar amb els materials. Brooks va declarar que Baxter va ser dissenyat per realitzar les tasques avorrides en una línia de producció. Està destinat a vendre's a petites i mitjanes empreses.

## Tecnologia
Baxter té una pantalla animada com a "cara" que li permet mostrar les seves expressions facials múltiples determinades pel seu estat actual. Hi ha un conjunt de sensors en el seu cap que li permeten detectar persones properes i d'aquesta manera adaptar-se al seu entorn. Aquests sensors li donen la capacitat per adaptar-se a l'entorn, a diferència d'altres robots que funcionen incorrectament quan el seu entorn varia. Per exemple, si cau una eina sense la qual no pot seguir treballant, alguns robots intentarien seguir amb el seu treball encara que no tinguessin les eines idònies, en canvi Baxter no continuaria amb el treball. Baxter s'executa en el sistema operatiu de codi obert en un ordinador personal normal que és al pit. Es pot col·locar el robot en un pedestal de quatre potes amb rodes perquè es mogui. També té sensors addicionals a les seves mans que li permeten prestar molta atenció als detalls.

## Ensenyant a Baxter
Oposant-se als robots tradicionals, els quals estan programats per seguir un conjunt concret d'ordres, Baxter pot programar-se movent la seva mà per a realitzar una tasca els moviments de la qual l'ordinador memoritzarà i podrà repetir. Dials, botons i controls addicionals estan disponibles al braç de Baxter per a una major precisió. Si bé la majoria dels robots industrials requereixen que els programadors d'ordinadors els codifiquin durant moltes hores, la programació en Baxter pot ser realitzada per treballadors no qualificats en pocs minuts.

## Investigació
Actualment moltes universitats estan utilitzant Baxter com a part del seu curs en Robòtica, Enginyeria Mecànica i Ciències Computacionals per donar a l'alumnat l'experiència d'utilitzar tecnologia de robòtica actual per proporcionar aplicacions pràctiques al món real. Baxter ofereix molts avantatges sobre els robots tradicionals, ja que no calen gàbies per al seu ús i els estudiants poden treballar al seu costat en un ambient de classe sense la possibilitat d'accidents. Aquesta característica també és útil per a l'aplicació de Baxter en ús comercial. Els investigadors ara estan usant Baxter per tractar de trobar solucions als problemes actuals que enfronten els treballadors de l'ébola a Àfrica Occidental, i d'aquesta manera intentar crear una solució robòtica per reduir el risc d'infecció per als treballadors humanitaris. Actualment, la càmera muntada en el cap, els sensors del cap del sonar i la il·luminació de mà per infrarojos només estan disponibles per al seu ús en el model Robx de recerca de Baxter.

## Seguretat
Altres robots industrials estan dissenyats per realitzar una tasca amb moltes parts que es mouen ràpidament, fent-los així perillosos per a les persones que treballen al costat d'ells. Baxter té sensors a les seves mans i al voltant dels seus braços que li permeten detectar i adaptar-se al seu entorn. Això li permet detectar possibles esdeveniments de col·lisió i pot reduir la força abans de l'impacte. Això es deu a un motor que acciona un ressort que al seu torn acciona el braç de Baxter en lloc de només un motor que mou els seus braços. Els sensors i càmeres addicionals a les mans de Baxter li permeten parar atenció als detalls mentre treballa amb les seves mans. Aquests sensors i habilitats addicionals fan que Baxter sigui menys perillós.

## Cost
Baxter té un preu base de $ 25,000 (£ 19,000 / € 22,000), l'equivalent al salari anual mitjà d'un treballador de producció nord-americà. Rethink Robotics també ven peces addicionals, com una pinça paral·lela elèctrica, una pinça de buit i el pedestal mòbil, així com garanties esteses.

## Polèmica
Els escèptics estan preocupats per la introducció de Baxter en les línies de producció, ja que pensen que Baxter traurà feina a la mà d'obra amb salaris baixos. D'altra banda, els partidaris argumenten que Baxter no elimina treballs perquè els humans encara són necessaris per supervisar i ensenyar-li a fer tasques.
Segons Brooks, Baxter no és una amenaça per als treballs humans perquè la seva capacitat està limitada en tasques com el control de qualitat o el petit assemblatge, on coses com la detecció de tensió són importants. En aquests casos, és poc probable que un humà sigui reemplaçat per robots com Baxter.